# Anatol Grinţescu
Anatol Grinţescu (Chișinău, 1º agosto 1939 – Bucarest, 2 giugno 2014) è stato un pallanuotista e allenatore di pallanuoto rumeno.
Ha fatto parte del Romania che ha partecipato al torneo di pallanuoto ai Giochi di Roma 1960 e di Tokyo 1964.
Ha vinto 1 bronzo alle Universiadi del 1965.
È stato il ct della Romania nel periodo 1972-1980, con la quale ha partecipato ai Giochi di Monaco di Baviera 1972, di Montréal 1976 e di Mosca 1980.